# Фридманн, Теодор
Теодор Фридманн (Theodore Friedmann, род. 16 июня 1935 года) — американский учёный-медик, пионер генной терапии.
Профессор Калифорнийского университета в Сан-Диего.
Лауреат премии Японии (2015).

## Биография
Окончил Пенсильванский университет, где получил степени бакалавра химии (1956) и доктора медицины (1960). В 1995 году получил степень магистра от Оксфордского университета.
В 1960—1962 гг. работал в детском госпитальном медицинском центре в Бостоне.
В 1962—1963 года проходил службу в армии в ВВС, капитан.
В 1963—1964 гг. фелло-исследователь Кембриджского университета.
В 1964—1965 годах вновь в детском госпитальном медицинском центре в Бостоне и одновременно преподаватель и исследователь Гарвардского университета.
В 1965—1968 гг. в Национальных институтах здравоохранения.
С 1969 года в Калифорнийском университете в Сан-Диего: ассистент-профессор, с 1973 года ассоциированный профессор, с 1981 года профессор педиатрии, также возглавлял Центр молекулярной генетики медицинской школы этого университета.
В 2006 году президент American Society of Gene Therapy.
Своим наставником и кумиром Т. Фридманн называет дважды Нобелевского лауреата Фредерика Сенгера, с которым ему довелось работать.
Оказавшей влияние называют статью Фридманна 1972 года в Science «Gene therapy for human genetic disease?»
Удостоен Distinguished Graduate Award от альма-матер (2006), Award of Merit Национальных институтов здравоохранения (2003), мексиканской медали имени Salvador Zubirán (1996) и других наград, в 1996 году приглашённый профессор имени Ньютона-Абрахама Оксфордского университета. Также отмечен шведской H.C. Jacobæus Prize (1995).
Кавалер Австрийского почётного креста «За науку и искусство» (1996).